# Пазолини, Пьер Паоло
Пьер Па́оло Пазоли́ни (итал. Pier Paolo Pasolini; 5 марта 1922, Болонья, Италия — 2 ноября 1975, Рим, Италия) — итальянский кинорежиссёр, поэт и прозаик.
По своим политическим взглядам являлся марксистом и коммунистом, что находило отражение в его литературных и кинематографических творениях, в которых он с антибуржуазных позиций высказывался на темы политики, религии и идеологии, эпатируя публику оригинальными прочтениями классических мифов и сочетая марксизм с учением Христа и человеческой сексуальностью в самых разнообразных и неожиданных её проявлениях.

## Биография
Пьер Паоло Пазолини родился 5 марта 1922 года в Болонье (город известен своими исторически левацкими настроениями) в семье учительницы начальной школы Сюзанны Колусси, названной в честь её прабабушки, и Карло Альберто Пазолини, лейтенанта Королевской итальянской армии; они поженились в 1921 году. Назван в честь дяди по отцовской линии. Его семья переехала в Конельяно в 1923 году, затем в Беллуно в 1925 году. В том же году у Пьер Паоло родился брат Гуидальберто. В 1926 году отец Пазолини был арестован за игровые долги. Его мать переехала с детьми в дом своей семьи в Касарса делла Делиция, в регионе Фриули. Карло Альберто был убеждённым фашистом.
Пазолини вырос в католической семье, однако сам называл себя атеистом и нередко критиковал римско-католическую церковь.
В 1939 году Пазолини окончил школу и поступил в Литературный колледж Болонского университета. Пазолини стал знаменитым задолго до того, как начал снимать фильмы. Начал писать стихи в 17 лет, впервые опубликовался в 19-летнем возрасте и признавался, что поэзия — его первая любовь. В 1956 году опубликовал роман «Шпана» (Ragazzi di vita) о люмпен-пролетарской молодёжи Рима. В 1957 году сборник стихов «Пепел Грамши» удостоился премии Виареджо.
Стихи Пазолини входят в школьную программу в Италии. Пазолини — признанный новатор в поэзии на фриульском языке, давший ей новое направление развития и порвавший с традицией, восходящей к фриульскому поэту Пьетро Цорутти (1792—1867). В поэтическом творчестве он пользовался говором селения Казарса-делла-Делиция, откуда была родом его мать и где в детстве он неоднократно проводил лето. В 1945 году Пазолини основал «Малую академию фриульского языка» (Academiuta di lenga furlana).
До съёмок своего первого фильма Пазолини регулярно работал в качестве сценариста (1954—1960). Так, он написал сценарий к фильмам «Женщина реки» Марио Сольдати (совместно со знаменитым итальянским писателем Джорджо Бассани, в главной роли снялась София Ло́рен), «Пленник гор» Луиса Тренкера (также совместно с Бассани), «Горбун» Карло Лидзани (первая версия сценария, совместно с Серджо Читти, а также сыграл в этом фильме роль). Особо стоит отметить его содружество с Мауро Болоньини, к фильмам которого Пазолини писал сценарии, среди них — «Кокетка Мариза» (1957), «Молодые мужья» (1958), «Бурная ночь» (1959), «Красавчик Антонио» (1960), «Дурацкий день» (1960). Также участвовал в написании сценариев фильмов: «Смерть друга» Франко Росси (1959), «Танк 8 сентября» Джанни Пуччини (1960), «Длинная ночь 1943 года» Флорестано Вачини (1960; экранизация произведения того же Бассани), «Кантата сточной канавы» Чечилии Манджини (1960), «Девушка в витрине» Лучано Эммера (1961).
В это же время сдружился с Федерико Феллини и принял участие в написании сценариев к фильмам «Ночи Кабирии» и «Сладкая жизнь» (совместно с Серджо Читти написал несколько сцен: диалоги гомосексуалов-проституток, участвующих в оргии). С Феллини Пазолини разошёлся во время начала съёмок «Аккатоне»: снятые сцены не понравились Феллини.
В сентябре 1958 года по приглашению Союза советских писателей состоялся визит Пазолини в СССР, в Москву, где он принял участие в конференции, посвящённой проблемам поэзии.
Первый фильм Пазолини «Аккатоне» (1961), основанный на его собственном романе, в духе неореализма рассказывал о жизни римских трущоб. В 1962 году Пазолини был арестован за участие в съёмках фильма «РоГоПаГ» и приговорён к условному заключению.
В 1963 году Пазолини встретил «великую любовь своей жизни», пятнадцатилетнего Нинетто Даволи, которого он позже снял в своём фильме «Птицы большие и малые» (1966). Пазолини стал наставником и другом юноши. «Хотя их сексуальные отношения продолжались всего несколько лет, Нинетто продолжал жить с Пазолини и был его постоянным компаньоном, а также появлялся ещё в шести фильмах Пазолини».
По собственным сценариям в 1960-е годы Пазолини снял фильмы «Мама Рома», «Теорема», «Птицы большие и малые», «Свинарник».
В своих дальнейших киноработах Пазолини в основном использовал классические литературные произведения («Евангелие от Матфея», «Царь Эдип», «Декамерон», «Кентерберийские рассказы», «Медея», «Сало, или 120 дней Содома»). При этом он мог придавать им современную политическую трактовку, изображая Иисуса как революционера или перенеся действие «120 дней Содома» в фашистскую Республику Сало.
После Второй мировой войны Пазолини вступил в коммунистическую партию, откуда через некоторое время был исключён за развращение малолетних, реальная причина была в том, что он не скрывал своей гомосексуальности. Несмотря на это, он до конца жизни оставался убеждённым коммунистом, тем не менее говоря, что является, даже будучи атеистом, религиозным человеком, поскольку религия — часть народной жизни.
Снимался в своих фильмах в эпизодических ролях. Также привлекал к съёмкам непрофессиональных актёров, часто родственников и друзей. Так, Деву Марию в «Евангелии от Матфея» сыграла мать режиссёра.
В начале 1970-x годов Пазолини путешествовал по странам Востока — Ирану, Йемену, Непалу — чтобы собрать материал для «Трилогии жизни», состоящей из «Декамерона» (1971), «Кентерберийских рассказов» (1972) и «Цветка 1001 ночи» (1974). В этих фильмах Пазолини пытался, по его словам,

противостоять как излишней политизации и утилитаризму левых партий, так и нереальности массовой культуры, создавая фильмы, где вы можете найти естественное чувство тела, то физическое начало (élan vital), которое было давно утрачено.

## Убийство
Пьер Паоло Пазолини был убит 2 ноября 1975 года в Остии близ Рима. Его тело было найдено утром в луже крови. У него было сломано десять рёбер, раздавлено сердце, разбита челюсть, сломана левая рука и наполовину вырваны уши. По его трупу несколько раз проехала машина. 17-летний Джузеппе Пелози был арестован и осуждён за убийство, но 7 мая 2005 года он отказался от своего добровольного признания в убийстве, и расследование было возобновлено. В преступлении участвовали сразу четверо убийц, а не один Пелози. По данным журнала Oggi, помимо Пелози в убийстве Пазолини принимали участие ещё два подростка, братья-неофашисты Франко и Джузеппе Борселино; личность четвёртого злоумышленника не установлена.

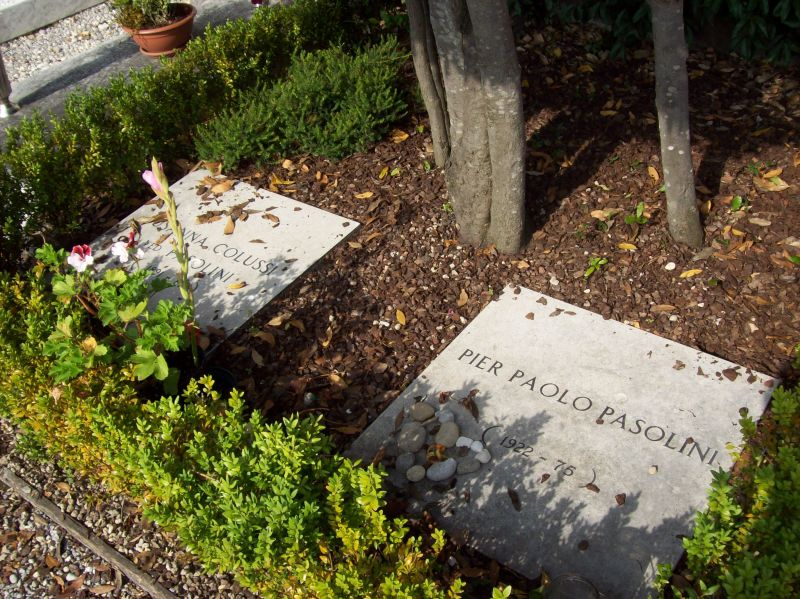
Могила Пьера Паоло Пазолини на кладбище Казарса-делла-Делиция

Это преступление (наряду с делом Вильмы Монтези) продолжает оставаться одной из самых больших нераскрытых тайн Италии XX века. После смерти Пазолини Пелози признавался, что он не убивал его и видел трёх парней с южным акцентом, сидящих в машине около машины Пазолини, которые потом и убили его с криками «Поганый коммунист» и т. п. 
Друзья Пазолини не раз признавались, что в процессе подготовки фильма «Сало́, или 120 дней Содома» Пьер получал многочисленные угрозы от фашистов. 
По другой версии, Пазолини убили за то, что ему стали доступны некие секреты итальянской нефтегазовой компании ENI, о которой он писал в последней своей работе.
Пазолини похоронен на кладбище коммуны Казарса-делла-Делиция.

## Стихотворение 1968 года «Компартия — молодёжи!»
Поздние 1960-е и ранние 1970-е годы были эрой всплеска рабочего и студенческого движения. Зачастую 1968 год называют годом студенческой революции из-за произошедших в это время массовых радикальных выступлений молодёжи, сопровождавшихся значительными столкновениями с полицией. Пазолини касательно Битвы в Валле-Джулии, имевшей место в Риме в марте 1968 года, заявил, что симпатизирует полиции, так как они «дети бедняков», в то время как студенты были «молодыми представителями буржуазии». Своё отношение к столкновениям полиции и студентов он выразил в стихотворении «Компартия — молодёжи!», одном из «самых обсуждаемых, самых известных, самых упоминаемых» стихотворений поэта. При этом Пазолини не отрицал того, что студенты вдохновлялись левыми идеями, сторонником которых он сам был. Пазолини сочувствовал полицейским, вынужденным подавлять восстания, и позднее признавался, что восстание это было восстанием мелких буржуа против крупных буржуа.
Для него принципиальным моментом было то, что большинство студентов были выходцами из буржуазных семей и весь их бунт был лишь бунтом против отцов, бунтом внутри буржуазного строя за его видоизменение, за получение для себя дополнительных благ. Стихотворение сразу же вызвало резкую критику в левой и студенческой среде, что неудивительно, учитывая, что студенческие выступления, наполненные яростной антикапиталистической риторикой, были тогда на пике своего развития. ИКП в лице главы её молодёжной организации Петруччиоли также осудила Пазолини. Более того, каждому было понятно, что «никто не противостоял полицейскому как люмпен-пролетарию. Студентов не устраивала та функция и роль, которую играли силы правопорядка во всей системе». С другой стороны, сам Пазолини в ходе дискуссий неоднократно заявлял, что это стихотворение нельзя воспринимать прямолинейно, что это лишь «провокация», цель которой — заставить студентов проанализировать своё положение и сделать нужный выбор: от бунта к Революции.
Даже в самом стихотворении он призывает молодёжь не к примирению, а к другим действиям, действиям внутри ИКП, а значит, более организованным и с более ясной конечной целью. В 2008 году в Свободном марксистском издательстве вышла брошюра «„Компартия — молодёжи!“ Стихотворение 1968 года и дискуссия о нём», в которой, кроме самого стихотворения, представлены материалы, отражающие как мнение критиков, так и мнение самого Пазолини и его сторонников.

## Память
В сентябре 2014 года в основной конкурсной программе Венецианского кинофестиваля состоялась мировая премьера биографического фильма «Пазолини» (режиссёр — Абель Феррара), посвящённого последним дням жизни режиссёра и его загадочному убийству. Роль Пьера Паоло Пазолини исполнил четырежды номинант на премию «Оскар» Уиллем Дефо.
В 2016 году бывшим ассистентом и другом Пьера Паоло Пазолини Давидом Греко был снят художественный фильм «Козни. Последний сюжет Пазолини», рассказывающий о нескольких последних месяцах жизни режиссёра и его убийстве. Картина участвовала в конкурсе ММКФ 2016 года. В роли Пазолини — Массимо Раньери.

## Фильмография

### Художественные фильмы
- 1961 — Аккатоне / Accattone
- 1962 — Мама Рома / Mamma Roma
- 1964 — Евангелие от Матфея / Il Vangelo secondo Matteo
- 1966 — Птицы большие и малые / Uccellacci e uccellini
- 1967 — Царь Эдип / Edipo re
- 1968 — Теорема / Teorema
- 1969 — Свинарник / Porcile
- 1969 — Медея / Medea
- 1971 — Декамерон / Il Decameron
- 1972 — Кентерберийские рассказы / Racconti di Canterbury
- 1974 — Цветок тысячи и одной ночи / Il fiore delle mille e una notte
- 1975 — Сало, или 120 дней Содома / Salò o le 120 giornate di Sodoma

### Эпизоды в киноальманахах
- 1963 — РоГоПаГ / Ro.Go.Pa.G. (эпизод «Овечий сыр» / «La Ricotta»)
- 1967 — Ведьмы / Le Streghe (эпизод «Земля, увиденная с луны» / «La terra vista dalla luna»)
- 1968 — Каприз по-итальянски / Capriccio all’italiana (эпизод «Что за облака?» / «Che cosa sono le nuvole?»)
- 1969 — Любовь и ярость / Amore e rabbia (эпизод «С бумажным цветком» / «La sequenza del fiore di carta»)

### Документальные
- 1963 — Ярость / La Rabbia (первая часть)
- 1965 — Разговоры о любви[итал.] / Comizi d’amore
- 1965 — Выбор натуры в Палестине для «Евангелия от Матфея»[итал.] / Sopralluoghi in Palestina per il Vangelo secondo Matteo
- 1968 — Заметки к фильму об Индии[итал.] / Appunti per un film sull’India (телевизионный)
- 1970 — Наброски романа о нечистотах / Appunti per un romanzo sull’immondezza (не завершён)
- 1970 — Заметки в поисках африканского Ореста / Appunti per un’Orestiade africana
- 1971 — Стены Саны[итал.] / Le mura di Sana’a
- 1972 — 12 декабря[итал.] / 12 dicembre

## Кинонаграды и номинации
- Каннский кинофестиваль 1958 — Приз за лучший сценарий («Молодые мужья»)
- 23-й Венецианский кинофестиваль (1962) — номинация: Золотой лев («Мама Рома»)
- 25-й Венецианский кинофестиваль (1964) — Специальный приз жюри («Евангелие от Матфея»)
- Каннский кинофестиваль 1966 — номинация: Золотая пальмовая ветвь («Птицы большие и малые»)
- 28-й Венецианский кинофестиваль (1967) — номинация: Золотой лев («Царь Эдип»)
- 29-й Венецианский кинофестиваль (1968) — номинация: Золотой лев («Теорема»)
- BAFTA (премия, 1968) — номинация: Награда объединённых наций («Евангелие от Матфея»)
- 19-й Берлинский международный кинофестиваль (1969) — номинация: Золотой медведь («Любовь и ярость»)
- 21-й Берлинский международный кинофестиваль (1971) — Серебряный медведь — специальный приз жюри («Декамерон»); номинация: Золотой медведь («Декамерон»)
- 22-й Берлинский международный кинофестиваль (1972) — Золотой медведь: Кентерберийские рассказы
- Каннский кинофестиваль 1974 — Большой приз жюри («Цветок тысяча одной ночи»); номинация: Золотая пальмовая ветвь («Цветок тысяча одной ночи»).
- 72-й Венецианский кинофестиваль[16] (2015) — лучший отреставрированный фильм (Венецианская классика) («Сало, или 120 дней Содома»).

## Актёры, снимавшиеся у Пазолини
- Паоло Боначелли
- Лаура Бетти
- Алида Валли
- Анна Вяземски
- Хью Гриффит
- Нинетто Даволи
- Массимо Джиротти
- Мария Каллас
- Джорджо Катальди[итал.]
- Пьер Клементи
- Жан-Пьер Лео
- Альберто Лионелло[итал.]
- Сильвана Мангано
- Анна Маньяни
- Франка Пасут[итал.]
- Роберто Скаринджелла
- Теренс Стэмп
- Лоран Терзиефф
- Уго Тоньяцци
- Тото
- Марко Феррери
- Франко Читти
- Орсон Уэллс

## Отзывы современников о Пазолини
Поэт Евгений Евтушенко, лично знакомый с Пазолини, так отзывался о нём и его творчестве:

Автор гениального цикла стихов «Пепел Грамши», Пазолини бросил писать стихи, потому что круг читателей в Италии был, в его понимании, оскорбительно мал для самой поэзии. Он выбрал, как впоследствии другой талантливый поэт — Бернардо Бертолуччи, кино, показавшееся ему средством завоевания миллионов душ. Но жестокий мир кино, неотделимого от рынка, начал разрушать его. Его первые суровые, неприкрашенно жёсткие фильмы — «Аккатоне» или «Евангелие от Матфея» — получили признание только узкого круга зрителей. Тогда, может быть, от душераздирающего «Вы хотите другого? Нате вам!» он бросился в эротические аттракционы «Кентерберийских рассказов», «Цветка тысячи и одной ночи». Его последний фильм «Сало, или 120 дней Содома», показывающий садистские эксперименты фашистов над подростками в провинциальном городке, был особенно саморазрушителен, ибо при всей антифашистской направленности там есть мазохистское смакование жестокостей.

## В музыке
- Хамерман Знищує Віруси, альбом «Ctrl+Alt+Del», трек 06 — «Элитарное искусство»
- Coil, альбом «Horse Rotorvator» (1986), трек 04 — «Ostia (The Death of Pasolini)»
- В песне Аллы Пугачёвой «Только в кино» (музыка Аллы Пугачёвой, стихи Ильи Резника), звучащей в фильме «Пришла и говорю» (1985), есть такие строчки:

«По ночам снится мне столько киноснов!

В них со мною рядом — ну просто нет слов! —

Маэстро Пазолини,

Господин Феллини

И Никита Михалков!».